# Маріна Ескобар
Маріна Ескобар (ісп. Marina Escobar; нар. 2 лютого 1977) — колишня іспанська тенісистка.
Найвищу одиночну позицію світового рейтингу — 325 місце досягла 24 серпня 1998, парну — 140 місце — 26 жовтня 1998 року.
Здобула 5 парних титулів.

## Фінали ITF
| турніри $25,000 |
| турніри $10,000 |

### Одиночний розряд: 1 (0–1)
| Результат | Ранг | Дата           | Турнір              | Покриття | Суперниця       | Рахунок       |
| --------- | ---- | -------------- | ------------------- | -------- | --------------- | ------------- |
| Поразка   | 1.   | 22 квітня 1996 | Azeméis, Португалія | Тверде   | Крістіна Тріска | 6–4, 1–6, 2–6 |

### Парний розряд: 12 (5–7)
| Результат | Ранг | Дата              | Турнір                | Покриття | Партнерка                  | Суперниці                               | Рахунок          |
| --------- | ---- | ----------------- | --------------------- | -------- | -------------------------- | --------------------------------------- | ---------------- |
| Поразка   | 1.   | 29 січня 1996     | Майорка, Іспанія      | Ґрунт    | Кончіта Мартінес Granados  | Роса Марія Андрес Родрігес Лаура Гарсія | 7–5, 0–6, 2–6    |
| Перемога  | 1.   | 23 червня 1996    | Camucia, Італія       | Ґрунт    | Ева Бес                    | Катя Альтілія Паола Тампієрі            | 6–4, 6–7, 6–2    |
| Поразка   | 2.   | 24 листопада 1996 | Майорка, Іспанія      | Ґрунт    | Ева Бес                    | Зузана Лешенарова Луціє Штефлова        | 6–3, 2–6, 3–6    |
| Поразка   | 3.   | 31 серпня 1997    | Афіни, Греція         | Ґрунт    | Роса Марія Андрес Родрігес | Євгенія Куликовська Сандра Начук        | 4–6, 3–6         |
| Перемога  | 2.   | 24 листопада 1997 | Майорка, Іспанія      | Ґрунт    | Роса Марія Андрес Родрігес | Мелані Шнелль Каталін Мароші            | 6–4, 6–2         |
| Перемога  | 3.   | 3 травня 1998     | Гімарайнш, Португалія | Тверде   | Паула Ерміда               | Бруна Колозіу Крістіна Коррея           | 7–6, 6–4         |
| Поразка   | 4.   | 10 травня 1998    | Елваш, Португалія     | Тверде   | Паула Ерміда               | Роса Марія Андрес Родрігес Деббі Гак    | W/O              |
| Перемога  | 4.   | 22 червня 1998    | Сантандер, Іспанія    | Ґрунт    | Лурдес Домінгес Ліно       | Хуліана Гарсія Маріана Меса             | 6–1, 7–6(1)      |
| Поразка   | 5.   | 28 лютого 1999    | Фару, Португалія      | Тверде   | Деббі Гак                  | Габріела Хмелінова Ольга Виметалкова    | 2–6, 6–3, 4–6    |
| Перемога  | 5.   | 27 вересня 1999   | Льєйда, Іспанія       | Ґрунт    | Росіо Ґонсалес             | Лана Миголчек Сусанне Трік              | 2–6, 7–6(2), 6–0 |
| Поразка   | 6.   | 4 жовтня 1999     | Жирона, Іспанія       | Ґрунт    | Росіо Ґонсалес             | Марія Вольфбрандт Мара Сантанджело      | 7–6(3), 1–6, 3–6 |
| Поразка   | 7.   | 31 липня 2000     | Віго, Іспанія         | Ґрунт    | Рехіна Темес               | Патрісія Азнар Йоланда Клемот           | 2–6, 1–6         |